# ژان پیو
ژان پیو (فرانسوی: Jean Piot‎; ۱۰ مهٔ ۱۸۹۰ – ۱۵ دسامبر ۱۹۶۱) شمشیرباز اهل فرانسه بود.
وی در مسابقات کشوری و بین‌المللی در مجموع برندهٔ ۲ مدال طلا شده‌است.